# 환경 정책
환경 정책(Environmental policy)은 환경 문제와 관련된 법률, 규정 및 기타 정책 메커니즘에 대한 조직 또는 정부의 약속이다. 이러한 문제에는 일반적으로 대기 및 수질 오염, 폐기물 관리, 생태계 관리, 생물 다양성 유지, 천연 자원, 야생 동물 및 멸종위기종의 관리가 포함된다. 예를 들어, 환경 정책과 관련하여 지구 온난화와 기후 변화 문제를 해결하기 위해 전 세계적으로 환경 에너지 중심 정책을 구현하는 것이 다루어질 수 있다. 에너지 관련 정책이나 살충제 및 다양한 산업 폐기물을 포함한 독성 물질 규제는 환경 정책 주제의 일부이다. 이 정책은 인간 활동에 영향을 미치고 이를 통해 생물물리학적 환경과 천연 자원에 바람직하지 않은 영향을 방지할 뿐만 아니라 환경 변화가 인간에게 용납할 수 없는 영향을 미치지 않도록 의도적으로 취해질 수 있다.

## 같이 보기
- 인구 증가